# نيكي يانوفسكي
نيكول يانوفسكي (بالإنجليزية: :Nicole Yanofsky)‏ والمعروفة أيضا باسم نيكي يانوفسكي (بالإنجليزية: Nikki Yanofsky)‏ هي مؤلفة ومغنية جاز وبوب كندية من مواليد 8 فبراير 1994 ب كندا في مونتريال، كيبك تعيش حاليا في هامبستيد
بدأت مسيرتها الفنية عام 2006
حصلت مع كينان وجاستن بيبر وآفريل لافين ودريك على جائزة جونو لأفضل أغنية منفردة في السنة و هي أغنية young artists for haiti wavin' flag

## روابط خارجية
- نيكي يانوفسكي على موقع IMDb (الإنجليزية)
- نيكي يانوفسكي على موقع ميوزك برينز (الإنجليزية)
- نيكي يانوفسكي على موقع أول ميوزيك (الإنجليزية)
- نيكي يانوفسكي على موقع ديسكوغز (الإنجليزية)
- نيكي يانوفسكي على موقع قاعدة بيانات الفيلم (الإنجليزية)